# NGC 1434
NGC 1434 ist eine Linsenförmige Galaxie vom Hubble-Typ S0/a im Sternbild Eridanus am Südsternhimmel. Sie ist schätzungsweise 447 Millionen Lichtjahre von der Milchstraße entfernt und hat einen Durchmesser von etwa 105.000 Lichtjahren.

Im selben Himmelsareal befinden sich die Galaxien NGC 1445, NGC 1447, NGC 1450, IC 352.
Das Objekt wurde im Jahr 1886 vom US-amerikanischen Astronomen Frank Muller entdeckt.